# Leggere Lolita a Teheran
Leggere Lolita a Teheran è un romanzo della scrittrice iraniana Azar Nafisi, pubblicato nel 2003. Il libro è stato scritto in inglese negli Stati Uniti dove l'autrice si è trasferita nel 1997.
Azar Nafisi è stata durante gli anni '80 professoressa di letteratura inglese presso l'università Allameh Tabatabei di Teheran e in seguito ha insegnato alla SAIS (Paul H. Nitze School of Advanced International Studies) della Johns Hopkins University a Washington. 
Il libro ha avuto grande successo in tutto il mondo, tanto da rimanere nella lista dei bestseller del New York Times per 117 settimane e da venire tradotto in ben 32 lingue.

## Titolo
Il titolo del romanzo si riferisce al capolavoro di Vladimir Nabokov Lolita (1955), in cui un uomo di mezza età intraprende una relazione sessuale con una ragazza di 12 anni. Lolita è utilizzato dall'autrice come metafora della vita delle donne all'interno della Repubblica Islamica dell'Iran. Infatti, sebbene il libro stesso affermi che la metafora non è allegorico, Nafisi vuole tracciare un parallelismo tra "vittima e carceriere": il governo islamico in Iran impone il suo "modello di donna sulla nostra identità, trasformandoci nel frutto delle sue fantasie, esattamente come fa il vecchio Humbert con la giovanissima Lolita.

## Struttura
Lo spunto del libro viene dall'esperienza vissuta dall'autrice con sette studentesse iraniane di letteratura inglese. Nel libro l'autrice dice di aver rielaborato e rimescolato i fatti e le storie in modo da rendere impossibile il riconoscimento delle persone reali dietro i personaggi in modo da tutelarne la sicurezza.
Il libro si compone di quattro parti ("Lolita", "Gatsby", "James" e "Austen") a loro volta suddivise in capitoli.

## Trama
La professoressa Nafisi decide di interrompere il suo insegnamento all'università Allameh Tabatabei, a causa delle continue pressioni della Repubblica islamica dell'Iran sui contenuti delle lezioni ed in generale sulla sua vita di donna. Tuttavia, per non lasciare totalmente l'insegnamento, decide di indire un seminario da tenersi ogni giovedì mattina presso la sua abitazione. Partecipano al seminario le sette studentesse migliori dell'autrice: Manna, Nassrin, Mahshid, Yassi, Azin, Mitra e Sanaz.
Al seminario si discute di letteratura, in particolare di grandi romanzi come Lolita, Il grande Gatsby, Orgoglio e pregiudizio, Cime tempestose, Daisy Miller e Piazza Washington, ma anche Invito a una decapitazione, Le mille e una notte e altri. Tutti vengono analizzati alla luce delle esperienze che le ragazze e la professoressa vivono nella repubblica islamica dell'Iran. Vengono fatti continui riferimenti al passato delle ragazze e a come e perché sono entrate in contatto con la professoressa Nafisi.
Con il passare del tempo, durante il seminario, le ragazze fraternizzano e cominciano a raccontare i loro fatti privati. Si scoprono così i dettagli delle loro vite. Manna è una poetessa sposata per amore con un ragazzo anch'esso appassionato di letteratura di nome Nima. Azin, una ragazza molto bella, è sposata con un uomo molto ricco che la picchia. Sanaz è fidanzata con un ragazzo che vive in Inghilterra e che ha visto pochissimo. Yassi è l'allegra del gruppo. Nassrin è una contraddizione in termini e ha passato cinque anni in prigione.
Ognuna di esse, a modo suo, espone le difficoltà di essere donna nella repubblica islamica dell'Iran, a partire dall'imposizione di un certo tipo di abbigliamento e dalle difficoltà della vita quotidiana.
Nel romanzo compaiono anche altri personaggi, come Bijan (marito dell'autrice), il "mago", i figli della Nafisi, vari professori e persone collegate al mondo universitario. Vengono fatti anche riferimenti a personaggi pubblici iraniani, a partire dall'ayatollah Khomeyni.

## Edizioni
- Azar Nafisi, Leggere Lolita a Teheran, traduzione di Roberto Serrai, 9 ed., collana La collana dei casi, Adelphi, 2004,  pp. 379, cap. 4, ISBN 978-88-459-1881-0.

- Azar Nafisi, Leggere Lolita a Teheran, traduzione di Roberto Serrai, 3 ed., collana Gli Adelphi, Adelphi, 2007,  pp. 379, cap. 4, ISBN 978-88-459-2154-4.

## Accoglienza
Leggere Lolita a Teheran, così come molti altri romanzi di Azar Nafisi, hanno ricevuto il plauso da parte della critica, di altri autori, pubblico, case editrici e giornali.

### Critica
Il New York Times ha definito il romanzo "tonante e profondamente toccante... un eloquente, seppur breve resoconto sui poteri incredibili che possiede la letteratura, e sul rifugio dall'ideologia oppressiva che l'arte può offrire a coloro che vivono sotto una qualche tirannia: questo romanzo dimostra come la letteratura corrisponda alla libertà di parola che ogni individuo ha e deve avere."
Anche lo USA Today ha osannato il libro, descrivendolo come "un resoconto stimolante di un desiderio insaziabile di libertà da parte delle donne dell'Iran".Kirkus Reviews ha definito Leggere Lolita a Teheran "un vivace tributo sia ai classici della letteratura mondiale che alla resistenza contro l'oppressione".

Anche in Italia il romanzo è stato acclamato all'unanimità. Ad esempio, il critico letterario Pietro Citati ha scritto:
"Il libro di Azar Nafisi è pieno di dolore e di nostalgia: amabile, spiritoso, fluido, talora ingenuo, spesso terribile; e piacerà, ne sono convinto, a moltissimi lettori e lettrici."
Anche la rivista letteraria Maremosso ha apprezzato il libro, e nella sua recensione recita:
"Leggere Lolita a Teheran è una risposta a qualsiasi regime totalitario e un inno al potere salvifico dei libri e della letteratura: tanto più infatti viene sottratta all’uomo la possibilità di sognare, tanto più forte diviene l’immaginazione e tanto più potere acquista la fantasia nel modificare una realtà intollerabile."

## Adattamento cinematografico
Nel novembre 2024 viene distribuito l'adattamento cinematografico del romanzo, una produzione italo-israeliana, intitolata Leggere Lolita a Teheran e diretto da Eran Riklis; in tale film la figura di Azar Nafisi è interpretata da Golshifteh Farahani.
Il film è stato presentato in anteprima mondiale in concorso alla Festa del Cinema di Roma 2024, dove ha conquistato il Premio del Pubblico e il Premio Speciale della Giuria al Cast Femminile. La protagonista del film, nel suo discorso durante la cerimonia di premiazione, ha dichiarato le potenti parole: "La cultura è sopravvivenza, nessun regime può togliercela".